# KEEWAY
Keeway е марка мотоциклети, основана през 1999 г. в Будапеща, Унгария. Въпреки че компанията е основана в Унгария, тя е собственост на Qianjiang Group, китайска компания за мотоциклети. Keeway е известен с производството на надеждни мотоциклети на достъпна цена за широк кръг водачи, от начинаещи до опитни ветерани. С голямо разнообразие от налични модели, Keeway предлага опции за всички видове водачи, от градски скутери до мотоциклети за пътуване на дълги разстояния.

## Име
Името Keeway е повече от просто комбинация от две думи, то е представяне на свободата, приключенията и потенциала, които младите мотоциклетисти търсят. Ключът в Keeway представлява възможността, която притежава всеки ездач, способността да отключи пълния си потенциал и да открие нови хоризонти. Пътят е пътят напред, пътуването, което ездачите предприемат, докато изследват и се издигат до нови граници.

## История
Keeway Motor Company е основана в Унгария през 1999 г. с мисията да предоставя достъпни и надеждни мотоциклети на мотоциклетисти по целия свят.
Верижният мост в Будапеща, Унгария, послужи като източник на вдъхновение за първото лого на Keeway. Окачващата система на Верижния мост се състои от големи вериги, които издържат тежестта на моста и позволяват безпроблемно и сигурно пътуване през река Дунав. Точно както веригите на Chain Bridge осигуряват стабилност и опора за моста, мотоциклетите и скутерите на Keeway осигуряват на водачите стабилността и подкрепата, от която се нуждаят по време на техните пътувания.
Името Keeway отдава почит на иновативния дизайн и инженеринг на Chain Bridge, като същевременно представлява ангажимента на компанията да отключи потенциала на мотоциклетиста и да осигури гладко пътуване по пътя.
Keeway Motor Company наистина стана акционер на Benelli през 2005 г., което ни позволи да споделяме дизайнерски и производствени ресурси с италианската марка мотоциклети. Това партньорство беше от полза и за двете марки, като Keeway успя да включи италиански дизайнерски елементи в нашите велосипеди, като същевременно запази достъпността и надеждността. Партньорството позволи на двете компании да създадат иновативни велосипеди, които отговарят на нуждите на ездачите по целия свят.
Душата и историята на къщата за мотоциклети Pesaro продължава своето наследство, като проектира нови икони на мотоциклетната индустрия. Нашият Centro Stile Benelli се носи от всеки модел, проектиран от нашия талантлив и експертен екип.
Този дизайнерски център проектира изключително модели за марката Benelli и нашите основни дилъри от цял свят могат да го посетят, да се срещнат с дизайнерите и да научат подробности за невероятния процес на проектиране.
2009 – 2013 Марката Keeway става известна със своя баланс между цена, дизайн и качество, спечелвайки репутация, която постепенно печели известност от уста на уста. Някои от нашите емблематични модели в Европа в митническия сегмент, като Superlight, продължават да генерират силни глобални продажби и до днес.
Някои от нашите емблематични модели в Европа в митническия сегмент, като Superlight, продължават да генерират силни глобални продажби и до днес.
Keeway RKF остава един от най-емблематичните роудстъри на пазара с работен обем 125 и 150. Този модел е известен със своя елегантен дизайн и изключителна производителност, което го прави популярен избор сред мотоциклетистите по целия свят. Със своята плавна работа и бързо реагиращо ускорение, Keeway RKF спечели стабилна опора на световните пазари, утвърждавайки се като най-добрия конкурент в своя клас. Въпреки конкурентния характер на пазара, Keeway RKF продължава да впечатлява и печели ездачите със своята изключителна стойност, надеждност и изживяване при каране.
2017 – 2022 г. Keeway Продължава да разширява глобалния обхват с представителства и дистрибутори в над 90 страни. Представени нови модели с модерни технологии. Чрез установяване на силни връзки с техните дилъри и дистрибутори, Keeway успя да разшири присъствието си в световен мащаб, печелейки пазарен дял в силно конкурентна индустрия. Стратегията на Keeway за предлагане на цялостна гама от надеждни и достъпни мотоциклети, съчетана с широка мрежа от представителства и дистрибутори, се оказа успешна в изграждането на лоялна база от клиенти, които оценяват качеството и гъвкавостта на продуктите на Keeway.
Мотоциклетните марки на Keeway Group (Keeway, MBP и Benelli) в момента се предлагат на пазара в 98 страни по света, а с включването на бизнеса с велосипеди, групата може да се похвали с присъствие в над 100 държави. Нашата непосредствена цел е да консолидираме позицията си в пазарния дял и след това да продължим разширяването си на неизползвани пазари. За да постигнем това, планираме да започнем цялостна глобална рекламна кампания, насочена към подобряване на видимостта на нашите марки, започвайки през 2024 г. С този подход се надяваме да постигнем по-добро позициониране на пазара и да спечелим по-широко разпознаване на нашите марки в световен мащаб.
За марките Keeway и MBP разработваме нови дизайнерски центрове в Италия и Испания. Тези дизайнерски центрове си сътрудничат с нашия екип за разработка и инженери от Европа и Китай.
Заедно с нашия нов център за изследване и развитие, базиран в Шанхай, се извършва най-важното развитие в историята на нашата компания. Повече от 50 нови превозни средства, включително мотоциклети, велосипеди и електрически превозни средства.

## Продукти
- Superlight 200
- RKS 150
- Zahara 125
- TX 200 SM
- K-Light 202
- City Blade 125